# ブクステフーデ
ブクステフーデ (ドイツ語: Buxtehude, ドイツ語発音: [bʊkstəˈhuːdə] ( 音声ファイル)) は、ドイツ連邦共和国ニーダーザクセン州のシュターデ郡に属す中規模都市である。アルテス・ラントの南端にあたる。この街は地理的には連邦道B73号線の、ハンブルクのノイグラーベン＝フィッシュベク地区と郡庁所在地シュターデとの間に位置する。人口約4万人のブクステフーデはシュターデ郡第2の都市である。

## 地理

### 位置
ブクステフーデはシュターダー・ゲーストとエルプ湿地との境界に位置する。鉄道の北側の市域は平らな湿地で、南は丘陵上のゲースト（ゲーストとは氷河谷に堆積した砂地の土地）である。ノイクロスター地区には、所々が手つかず箇所や3つの大きな水車池を有する素晴らしい森がある。川幅約3mから5mほどのエステ川が南から北へ市域を貫いている。地理上の高度は旧市街の海抜約5mであるが、湿地部の海面下数cmから丘陵部ブレンベルクの海抜51mの間に広がっている。ブレンベルクには、ブクステフーデ市施設局 (SWB) の貯水タンクがある。

## 歴史

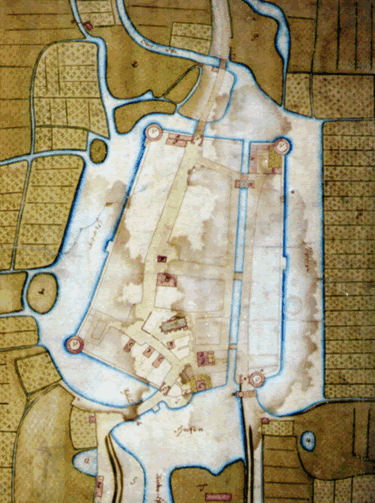
1747年のブクステフーデ地図

959年に「Buochstadon」という名の農民入植地が、皇帝オットー1世からマクデブルクのマウリティウス修道院への寄贈文書に記録されている。この名前はおそらく「Buchenstätte」（ブナの生えた場所）を意味していると思われる。
ブクステフーデは1197年に創設された。この街は現在のブクステフーデ市の一部で、現在のアルトクロスター (Altkloster) 地区にあたる。この市区名に残るアルトクロスターとは、当時建設された修道院 (Kloster) に由来する。船の停泊施設は1箇所だけだったが、地名の語尾には「hude」（小さな港を意味する接尾語）が残っている。1328年にボルヒャルト大司教によりシュターデの都市権が適用されることとなった。
ブレーメン大司教ギゼルベルトは、古い修道院の約1km北に新しい入植地を要塞として創設した。この街はノイシュタットと呼ばれ、後にブクステフーデの名前を引き継いだ。エステ川が運河風の掘り割りとして市内を通っている。要塞の堀はオランダ語の Viver と呼ばれた。後に防禦のために5つの二重壁が設けられ、その一つが現在も遺されている。1369年にブクステフーデはハンザ同盟に加盟し、最盛期を迎えた。
スコーネ戦争では1675年から1676年までのブレーメン＝フェルデン出兵でスウェーデンが神聖ローマ帝国諸侯軍とデンマーク軍によって打ち破られ、終戦の1679年まで占領された。1679年のサン・ジェルマン条約によってブクステフーデは再びスウェーデン領となった。
1885年までブクステフーデは都市として単独の自治権を有していたが、その後ヨルク郡に編入された。1932年にこの郡が廃止となり、これ以後現在までシュターデ郡に属している。

### 市町村合併
1931年にそれまでシュターデ郡に属していたアルトクロスターがブクステフーデに編入された。1972年以降ブクステフーデは以下の集落を含む地域を編入し拡大した。デンゼン、ダムハウゼン、アイレンドルフ、ヘーデンドルフ、インメンベック、ノイクロスター、オッテンゼン、オーヴェルゲンネ/ケッツェンドルフ。

### 市町村合併以後
オーヴェルゲンネ/ケッツェンドルフは現在も、ブクステフーデ教会区ではなくエルストルフ教会区に属している。またオッテンゼンは、教会組織上はアペンゼンに属す。しかし多くの住民はこれを無視してブクステフーデで子供に堅信礼を受けさせている。また、選挙の区割りではヘーデンドルフはホーネブルク選挙区に、ケッツェンドルフとオーヴェルゲンネの一部はエルストルフ選挙区に属す。
ヘーデンドルフ地区とノイクロスター地区には地区議会があり、この議員の中から地区長が選出される。この地区長と他の地区の代表者は、市議会で市民の立場を代表し、行政当局に対し意見を述べる。こうしたブクステフーデの地区は以下のように区割りされている: ヴェストモーア、ヴァイデ、フォーゲルザング、オーヴェルゲンネ、オッテンゼン、オストモーア、ノイラント、ノイクロスター、インメンベック、アイレンドルファーモーア、アイレンドルフ、ダムハウゼン、デンゼン（デンゼン、ハイムブルーフ、ピッペンゼンの集落からなる）。

### ブクステフーデ基地
1994年まで、ブクステフーデ基地があった。ナチス時代に設けられたエステタール兵舎には第3通信大隊の他、第3装甲師団の師団司令部および師団司令部中隊が配属されていた。基地の装備が時代遅れとなり、大部分が使い物にならなくなったため、基地から連邦軍が撤退した後は、新たに供給・廃物処理局がここに入った。老朽化した居住ブロックのいくつかは取り壊されて、新たに建て直された。旧幕僚棟は内装が改められ、小さな事務所と、音楽学校やフィットネススタジオが設けられた。かつての通信大隊の建物には市民大学が入った。この建物は入り口の前にバスの停留所がある理想的な立地である。第10棟から第14棟は「ブックスバウ、ブクステフーデ専門大学育成協会 e.V.」によって学生寮に改築され、現在も運営されている。1997年からここには最大86人の学生が生活できるようになっている。州立専門大学の閉鎖により学生の住居需要は大きく落ち込んだ。新しい私立の21大学が学生相手の商売を徐々に建て直している。戦車や他の乗り物のガレージや修理場といった技術部門は解体された。こうした箇所や旧運動場は新興住宅地となっており、かつてが基地であったことは判別できなくなっている。

## 行政

### 議会
ブクステフーデの市議会は38議席からなる。

### 首長
ブクステフーデ市の市長はカティア・オルデンブルク＝シュミット（無所属）である。2014年5月25日の選挙で彼女は 59.6 % の票を獲得した。対立候補のミヒャエル・レムケ（緑の党）は 40.4 % であった。オルデンブルク＝シュミットは2014年11月1日に市長に就任した。任期は2021年10月31日までである。

### 青少年議会
2002年から2006年までブクステフーデ青少年議会 ("JuPa") が存在した。この議会は14歳から18歳までの青少年11人で構成されていた。議員は2002年と2004年の春に市内に住む該当する年齢の者から選出された。

大紋章

### 紋章
青地。斜め十字に組み合わされた2本の金の鍵。鍵は上向きで、歯は互いに外を向いている。鍵の交点の上に黒い先広十字が描かれている。大紋章は青と金のマントとクレスト（青と金が互い違いになった2本の角からなる）を有するヘルメットを戴いている。2本の角の間に黒い先広十字が描かれている。

### 姉妹都市
- ブラニャック（フランス、オート＝ガロンヌ県）1985年。ブラニャックとブクステフーデにはともにエアバスの工場がある。
- リブニッツ＝ダムガルテン（ドイツ、メクレンブルク＝フォアポンメルン州）1990年

### 人口推移
- 1998年 - 36,531人
- 1999年 - 36,699人
- 2000年 - 36,699人
- 2001年 - 37,086人
- 2002年 - 37,466人
- 2003年 - 37,827人
- 2004年 - 37,901人
- 2006年 - 39,642人
- 2007年 - 39,730人

## 文化と見所

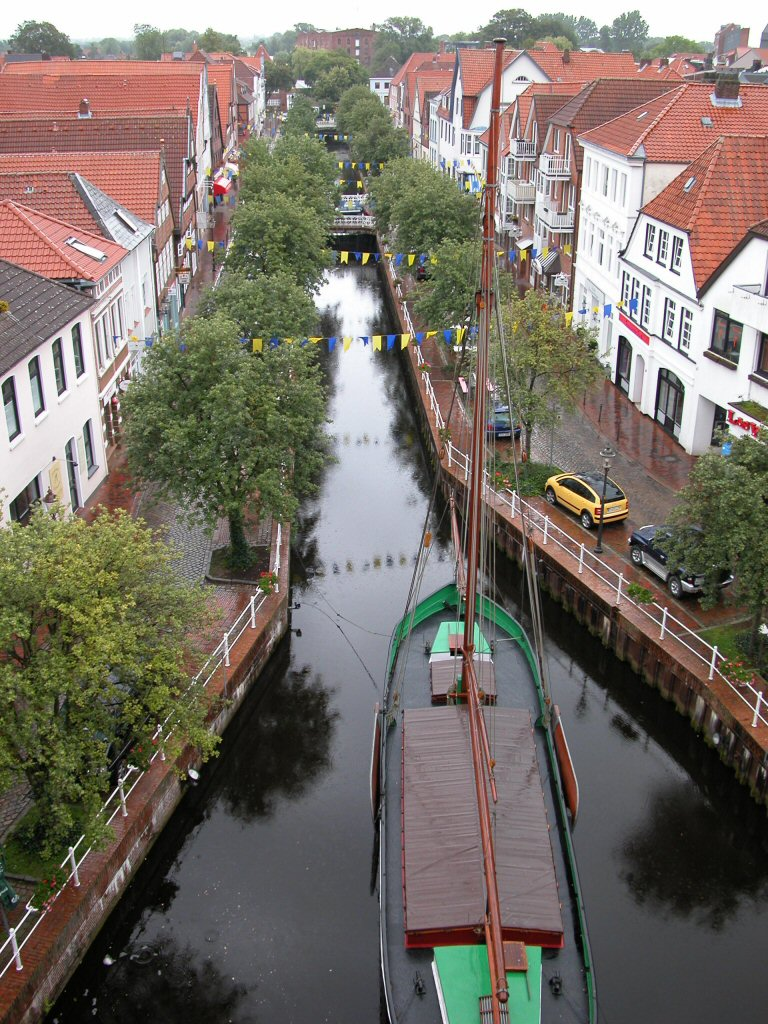
ホテル・ミューレから見た港とフレート

### 建築
- プロテスタント聖ペトリ教会は、前面に西塔を有する三廊式ヴォールト構造のレンガ造りバシリカ教会で、13世紀の終わり頃に建設された。完成は1320年頃と推定されている。元々の塔は1853年に落雷によって破壊された。その後、ハンブルク出身の建築家 J.ヴィンメルの設計に基づいて、再建された。教会は1898年から1899年にハノーファーの K.ベルゲマンによって改築された。最も重要な設備は北の側廊にある祭壇で、製作者にちなんでハレファーゲン祭壇と呼ばれている。また、初期バロック様式の説教壇は1674年に製作されたものである。
- 1418年に建造された中世の市庁舎は1911年に隣接する家屋とともに火災で失われた。現在の新しい市庁舎はA.ザセのプランに基づいて建造されたものである。この建物は多角形の隅塔を有するレンガ造りのものである。内部には旧市庁舎から難を逃れた16世紀の古い調度が遺されている。
- キルヒェン通り13番の旧マルクトハレ（旧ビール醸造所）は、1912年から13年に家畜市場としてネオロマネスク様式で建設された。
- フレートミューレは、19世紀に建造されたかつての穀物の粉挽水車で、1979年に住居兼事務所に改装された。
- 市民の住居。歴史上多くの紆余曲折を経験したものの、市内には古い住居の建物が何棟か遺されている。ただし、それが密集するような街の景観は多くない。わずかにヴェストフレート（フレート西）だけが、かつての統一した街並みの様子をしのばせる。家屋は主に木組み建築であった。19世紀になるまで石造りの建物は例外的な存在であった。いくつかの建物は後に漆喰が塗られたり、石造の前面がつけたされたりして、現在では石造りの建物のように見えるものがある。16世紀中頃の木組み建築は、アプト通り3番、ヴェストフレート35番、およびランゲ通り37番や聖ペトリ広場通り13番の家屋の裏側部分などに遺っている。この都市の最も素晴らしい家屋に数えられるのが1600年頃に建設されたフィッシャー通り3番の建物である。この建物の支え柱の下部には夥しい木彫が施されている。類似の造形を持つブライテ通り17番の建物も同じ時代に建設されたと考えられている。この建物は1977年の改修時に玄関の張り出し部が再建された。アプト通り6番は15世紀以降ハルゼフェルト大修道院長の街の館であった。造形的な持ち送りが見られるこの館は1618年から1628年に新たに建てられたものである。ランゲ通り25番は、この都市に現存する唯一の中世後期に造られた石造建築である。天井の高い地下倉庫の上に大判のレンガで造られた建物で、16世紀の第2四半期の建築である。これに付属する後屋は1548年に木組み建築として建設された。化粧漆喰の天井を持つのがヴェストフレート29番の建物で、「1768」と「Nr. 45」という表示がある。ヴェストフレート25番の建物は、19世紀末に建てられた、マンサード屋根の3階建ての建物である。この建物にはロココ時代の扉が遺されている。後屋の1階の壁には中世の市壁の遺構が見られる。

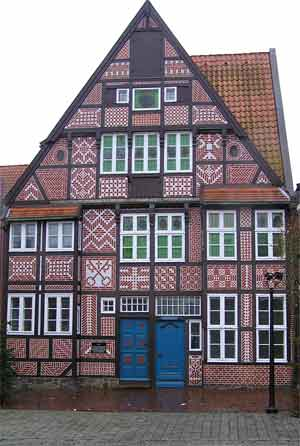
ブクステフーデ郷土博物館

### 地方史と芸術の博物館（郷土博物館）
レープクーヘン・ファサードを持つ旧博物館は1911年の市中大火の後、博物館協会のコレクションを収蔵するための新しい施設として、石鹸工場主ユリウス・カエサル・ケーラーによって建設された。この博物館は多くの工芸展示品がある。中でも見応えがあるのが中世の「受難の祭壇」をはじめとする宗教作品である。

### ビール醸造所
キルヒェン通りのブクステフーデ・ビール醸造所では2種類のビールが製造されている。ブクステフーダー・ピルスナーとブクステフーデ・ドゥンケルである。これらのビールは同名のレストランで飲むことができるが、購入することも可能である。ブクステフーデの歴史的旧市街の中心にある旧家畜市場を丁寧に改築したブクステフーデ・ビール醸造所には、大ホールや冬園（ガラス張りの室内庭園）があり、音楽サークルの演奏会（主にジャズ）がしばしば開催されている。

### メルヘン都市
ブクステフーデは「メルヘン都市」とも呼ばれる。ヴィルヘルム・シュレーダーの童話『ウサギとハリネズミ』（後にグリム兄弟によって採録された）のレースはブクステフーデが舞台である（シュレーダーは元々、よく似た「ベックスヘヴェーデ」という名前で採取した）。
この他にも、ブクステフーデは多くの子供向け作品に登場する。たとえばオトフリート・プロイスラーの『大どろぼうホッツェンプロッツ』で泥棒ペトロジリウス・ツヴァッケルマンはブクステフーデに向かう。また、バルバラ・ベルトス・ヘプナーの Hein Schlotterbüx aus Buxtehude （直訳:『ブクステフーデから来たハイン・シュロッタービュックス』）や Entenjagd in Buxtehude（直訳:『ブクステフーデのカモ猟』）にも登場する。
1971年の娯楽映画 Tante Trude aus Buxtehude（直訳:『ブクステフーデのトルーデおばさん』）でもこの街は一定の役割を演じている。
この街は2007年末からドイツ・メルヘン街道に参加している。

#### 青少年文学賞
ブクステフーデ市は毎年、ドイツ語で書かれた最も優れた青少年文学作品に対する文学賞、ブクステフーデ・ブレンを授与している。この賞は1971年から1980年までは書籍商のツィーマン・ウント・ツィーマンが主催していたが、現在はブクステフーデ市が主催している。この賞は、現在5000ユーロの賞金が与えられる。受賞者には賞金の他に、ラインハルト・ギュトリング作の雄牛を象った鋼鉄像が授与される。独特なのは、審査員に14歳から18歳の青年が加わっており、成人の審査員と同等の権利を有することである。

### ブクステフーデ・クラインクンスト＝イーゲル
クラインクンスト＝イーゲル（直訳: 小演芸「ハリネズミ」）は、ブクステフーデの演芸振興を目標とする協会である。この協会の前身は「Das III. Programm」という名前であった。通常の旅興行や音楽演奏の他に「第3の演目」をブクステフーデ・ビューネで上演している。大規模な演目には、ブクステフーデ最大のホール（599席）であるハーレパーゲン・シューレの大講堂で上演される。こうした演目は上演開始後2-3日で前売りが完売する。しかし、クラインクンスト＝イーゲルは、その目的に忠実に、地域的にしか名を知られていない芸人の奨励を行っている。上演は南フォーラム（約150席）で行われている。

### ヒンターホーフの劇場
ヒンターホーフの劇場は、アルトクロスター区にある小さな独立の劇場で、助成金を受けることなく運営されているプロの芸術家専用の劇場である。主宰者はソプラノ歌手のニーナ・ツォーバーである。

### 年中行事

#### ケーニクリヒェ・ナハト
ケーニクリヒェ・ナハトはブクステフーデの聖ペトリ広場で開催される音楽と文芸の野外イベントである。初回は2005年に開催されたのだが、2006年8月26日の第2回には完全に新しいイベントに様変わりした。舞台進行をダグマール・ベルクホフ、ヴィルヘルム・ヴィーベン、ホルスト・ニーブーアが務めた。音楽プログラムは若い指揮者マティアス・ローレンツが率いるシュヴェリーン音楽学校のユーゲント交響管弦楽団が担当した。「ケーニクリヒェ・ナハト」（王の夜）というイベント名は、イギリス王妃カロリーネ・アマリー・エリーザベト（キャロライン・オブ・ブランズウィック）にちなんだものである。彼女の遺体はイギリスからブラウンシュヴァイクに運ばれ、その大聖堂に葬られた。その途中、ブクステフーデの聖ペトリ教会に一晩安置された。ケーニクリヒェ・ナハトでは、カロリーネの時代やナポレオンによる大陸封鎖時代の歴史ショーが開催される。

#### ブクステフーデのピステン・ナハト
ピステン・ナハトは、年に2回（春と秋）に開催される民衆祭で、この日は居酒屋、カフェ、ディスコ、レストランで一晩中祝宴が続く。市内中心部のいくつかのレストランでは、音楽のライブ演奏がある。ピステン・ナハトは2006年秋に第20回を迎えた。

#### ノイクロスターの聖霊降臨祭の市
ノイクロスター区では年に1度、聖霊降臨祭の時期に連邦道B73号線を封鎖して聖霊降臨祭の市が開催される。これは北ドイツ最大の聖霊降臨祭の市である。この日はブクステフーデ駅にメトロノーム鉄道の臨時列車が運行される。この伝統的な祭は2008年で131回を数えた。

#### マイバウム祭り
ドイツ各地で毎年5月1日に行われるマイバウム祭りは2015年よりアルトクロスター区にあるシャフマルクト広場でも行われている。
アルトクロスター区のシンボルカラーである緑と白でペイントされた木を立て、出店が出てコンサートが行われる。

#### ブクステフーデ旧市街祭
ブクステフーデ旧市街祭は毎年6月の週末（金曜日から日曜日）に開催される。バンドや音楽グループの演奏で、ブクステフーデ旧市街の全域がパーティー会場と化す。メインステージはゲースト門前の通りである。ここでは地方の、あるいは全国的に知られた音楽グループが演奏を行う。日曜日には歩行者専用区域やフレート周辺の通りで大規模なノミの市が開かれる。2006年に旧市街祭では初めて33mの大観覧車が設けられ人気となった。

#### ブクステフーデ・ワイン祭
ワイン祭は毎年8月末に聖ペトリ広場で開催される。ドイツ全土のワイン製造者や販売業者が、その製品を出店している。金曜日と土曜日は夕方になると音楽グループが出演し、天気次第でこの祭は朝方まで続く。この祭は、以前は「高齢世代」の集まる催しであったが、やがてブクステフーデの全世代に愛されるイベントとなった。

#### 射撃祭
7月の第1週末に Schützengilde der Stadt Buxtehude von 1539 e. V. の射撃祭が開催される。また、8月の第1週末にはアルトクロスター区のシャフマルクト広場でアルトクロスター射撃祭が開催される。

#### ブクステフーデ オクトーバーフェスト
2016年よりブクステフーデ旧市街にて9月の最終週の金・土・日にオクトーバーフェストが開催されている。
オクトーバーフェストのために作られたフェストビアやライブ演奏、近隣の農家による農作物の販売などが行われている。

#### ブクステフーデ クリスマスマーケット
毎年第1アドベントの週末金曜日から旧市街にて行われる。
2017年よりメルヘンをテーマにした像やパネルが展示され、より観光客をターゲットとしたものになっている。
民族衣装を着たガイドが旧市街を歩き、観光客からの質問を受け見どころを説明することもある。
隣接するヨーロッパ最大級の果樹の産地アルテスラントからの出店もあり、アルテスラント産のリンゴを使用したリンゴのパンチ（Apfelpunsch）はノンアルコール、アルコール入りの2種あり、果実酒なども販売されている。

### スポーツ

#### ハンドボール
ブクステフーデは「スポーツ都市」を自認する。ブクステフーデ・スポーツフェライン（ブクステフーデSV、BSV）の女子ハンドボール・チームは1989/90年のシーズンから女子ハンドボール・ブンデスリーガ1部でプレイしている。また、1993/94年のシーズンにはユーロ・シティー・カップで Bækkelagets SK オスロを下して、ブクステフーデに初めてのタイトルをもたらした。

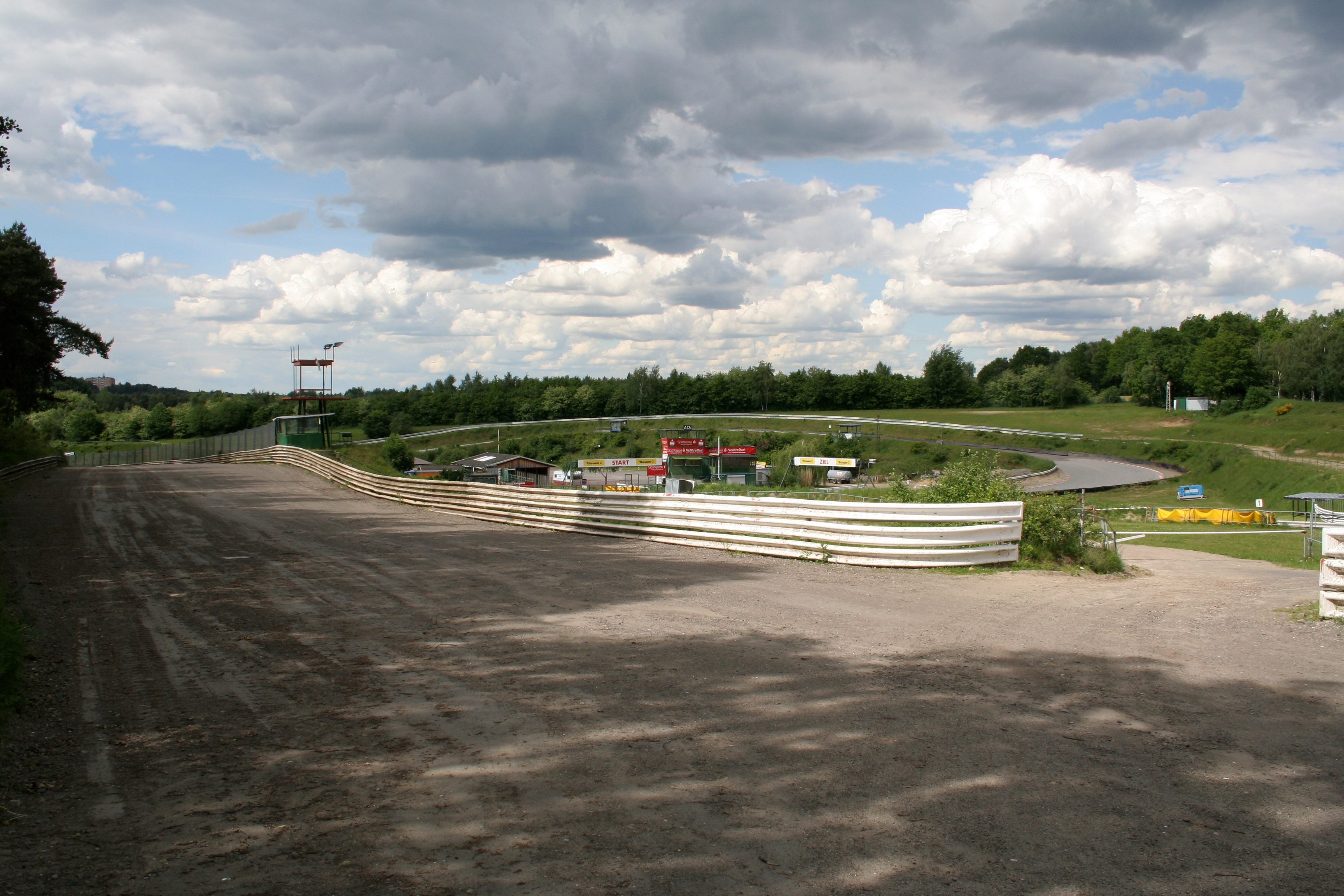
エステリング

#### ラリークロス
モータースポーツ・ファンにとってブクステフーデはドイツにおけるラリークロスの聖地である。市の南側、それほど遠くないエステ川渓谷にエスエリングがある。常設のレースコースでは、1972年5月21日以降、ADACのオートーモービルクラブ・ニーダーエルベ（ACNブクステフーデ）主催のラリークロス・イベントが年に4回開催されている。各シーズンの最後は、FIA ラリークロス・ヨーロッパチャンピオンシップの最終レースで、国内外から多くの観客をブクステフーデに惹きつける。

### サッカー
ブクステフーデSVの男子チームはランデスリーガ（州リーグ）でプレイしている。ブクステフーデ市で最大のジュニアチームを有するクラブがTSVアイントラハト・インメンベックである。ブクステフーデの、この他のクラブにはSVオッテンゼン、TSVアルトクロスター、VSVヘーデンドルフ/ノイクロスター、ポストSVブクステフーデである。

### 慣用句
南ドイツ、及びオーストリアでは「jemand geht nach Buxtehude」（ブクステフーデへ行った人）とか、「jemand geht nach Buxtehude, wo der Pfeffer wächst」（コショウが育つブクステフーデへ行った人）とかいった成句が使われる。ここでの Buxtehude は、現実に存在するブクステフーデの街ではなく、どこか遠くの知らない街を表している。

## 経済と社会資本

### 交通
ブクステフーデには1881年から鉄道クックスハーフェン - ハンブルク線（ニーダーエルベ鉄道）の駅がある。ブクステフーデはメトロノーム鉄道とハンブルクSバーンの停車駅である。ノイクロスター区にもう一つ駅がある（Sバーンの列車だけが発着する）。
1928年からハルゼフェルト行きのブクステフーデ - ハルゼフェルト鉄道が通っている。この路線の駅はブクステフーデ・スゥド（ブクステフーデ南）と称している。この路線は現在エルベ＝ヴェーザー鉄道・交通会社 (EVB) が経営しており、ブレーマーハーフェン - ブクステフーデ線として運営されている。
Sバーンシステムへの編入の際、ブクステフーデ駅では、たとえばプラットフォームの高さ調整工事などが必要で、駅の改築がその前提条件となった。また、ブクステフーデ駅とノイクロスター駅にはパーク・アンド・ライドの施設が設けられた。ブクステフーデ駅では新しいバスセンターも造られ、バス - 電車間で段差なく乗換えることが可能となった。こうした工事はブクステフーデ市の施設局が行った。
市内のバス交通は、KVGシュターデの地域バス交通がその大部分をカバーしている。多くの市内あるいは地方バスの乗換点はアルトシュタット＝ネーエのバスセンターである。夜や週末（土曜日の午後以降）にはバスは運休となる市内バスの大部分は市の南部地域を結ぶ対向2系統（2101と2102系統）の環状路線である。この他にヘーデンドルフ方面やオーヴェルゲンネ方面へ放射状に走る路線もある。
2004年12月からは、シュターデ郡のすべての公共交通（したがってブクステフーデのそれも）は、ハンブルク交通連盟のサービス下に含まれることとなった。
ブクステフーデは、エステ川経由で約10kmでエルベ川に達する。かつては、このルートはブクステフーデ港への貨物輸送経路として用いられていた。道路建設の不手際や川床の砂の堆積増加によりこの港には船舶は停泊しなくなっている。この港はスポーツボート専用の港として存続しているだけである。
ブクステフーデは連邦道B3号線の北端にあたる。また、市内を東西に連邦道B73号線が通過している。ハンブルクまでアウトバーンA26号線で結ぶ計画が立てられている。

#### 交通緩和
ブクステフーデは「テンポ 30 ゾーン」導入に関してドイツの先駆けである。1983年に、当時の市の建設局長オットー・ヴィヒトは、市内中心部に「交通緩和」地区、すなわち最高速度 30 km/hr の区域を試験的に設けた。また新たな試みとして、通りに中央分離帯を設けて道幅を狭め、人工的にカーブを造ることでスピードを上げた通り抜けができないようにした。資金不足は、中央分離帯として、パイプを切って造ったバケツ状のフラワーポットを並べるなどして補った。このことから市建設局長のオットー・ヴィヒトは、「バケツのオットー」とあだ名された。数年後にはきちんとした花壇が造られ、中央分離帯が完成し、「花のバケツ」は街から姿を消した。

### 都市マーケティング
2003年に「ブクステフーデの未来への道」をモットーに「都市マーケティング・ワーキンググループ」が設立された。活動のゴールは、周辺大都市であるシュターデ、ハンブルク（特にハールブルク区）、リューネブルクといった中心都市と連携し、中級中心都市であるブクステフーデの産業を強化することである。このワーキンググループは「未来会議」で設立され、続く数ヶ月の間でコンセプトを練り上げ、2004年1月のいわゆる「根十ワーク化会議」でこれを発表して、まとめ上げた。最初のプロジェクトは2004年9月2日の晩に行われた「カルチャーショッピング」で、大きな成果をあげた。その後のプロジェクトはこの街に多世代住宅を建設するというコンセプトに基づくものであった。このコンセプトはニーダーザクセン州の援助を受けた。このイデアは変更されることなく2005年、当時の州家族大臣ウルズラ・フォン・デア・ライエンによってホルネブルクに多世代住宅がオープンした。やがてこのワーキンググループは社団法人都市マーケティングe.V.となり、その初代総裁にはブクステフーデ市長のユルゲン・バドゥアが就任した。しかし、この法人は独立の法人であって、市当局は他のブクステフーデの企業や組織と同列のメンバーの一つに過ぎない。2006年5月19日に、ブクステフーデでは都市マーケティングe.V.が組織した第1回「知識の夜」が開催された。これは19時から22時まで多くの知識文化施設を開放するものであった。その多彩なイベントの中には、ハレパーゲン・シューレの天文台での天体観測（ただしこれは雨天で中止になった）、2つの浄水場の見学、ブクステフーデのエアバス工場見学などもあった。それぞれのイベントは30分程度で、人々はいくつかのイベントに参加することができるよう配慮されていた。締めくくりは21大学でのレセプションで、講演者が自由に討議できるくつろいだ雰囲気で行われた。「知識の夜」の、街の魅力を知りブクステフーデ経済の多重構造を市民に紹介する、という目的は達成され、この催しの再度の開催が望まれている。

### 「明るい道」活動
2005年からブクステフーデ市全域は「明るい道」ネットワークに取り組んでいる。このコンセプトはブクステフーデ市改善局によって提唱された。これは、通常23時頃に消してしまう街灯を一晩中点した道のネットワークを創ろうというアイデアである。市の施設局の協力で多くの街灯が設けられた。街灯には黄色でウサギとハリネズミのシンボルが描かれている。この計画は2005年末から実行に移されている。ブクステフーデの取り組みは連邦全土に波及しつつある。

### メディア
ブクステフーデでは、クラウゼ新聞社（シュターデ）から「ブクステフーダー・ターゲブラット」という日刊紙が発行されている。シュターデの新聞社では、「シュターダー・ターゲブラット」、「アルトレンダー・ターゲブラット」、「ブクステフーダー・ターゲブラット」が生産されている。アルトレンダー・ターゲブラットやブクステフーダー・ターゲブラットは、シュターダー・ターゲブラットの地方版で、重点を置いている地方を明示した名称である。
水曜日と土曜日には、フリーペーパー「ノイエ・ブクステフーダー」が全世帯に配布される。この出版グループは、シュターデ郡およびハールブルク郡の全世帯に、地域ごとに「ノイエ・シュターダー」、「ノイエ・ブクステフーダー」、「ノルトハイデ＝ヴォーヒェンブラット」（ブーフホルツ）、「エルベ＝ゲースト＝ヴォーヒェンブラット」（ヴィンゼン/ルーエ）という週刊紙を配布している。この4紙は、他のドイツで発行されている多くのフリーペーパーと異なり、地方政治に関する記事が充実している点が注目に値する。
これに対して政治に全く関わらないのが、やはり全世帯に配布されるターゲブラット・グループの「ミットヴォーヒスジャーナル」である。このフリーペーパーの重点は、催事情報、生活のヒントや生活に関わるスポンサーからの情報（たとえば、新規開店のお知らせなど）である。
ターゲブラット・グループは2008年からインターネット・ジャーナル「ターゲブラットTV」を制作している。毎日の天気予報の他、細分された地域ごとの日々の情報を提供している。
ブクステフーデの情報はノイ・ヴルムシュトルフのフリーペーパー「ブリック」にも掲載される。

### 地元企業
- エアバス社の飛行機工場
- バカルディ - 酒類販売業者。主にヨーロッパ・アジア市場で活動している。
- EDAG GmbH & Co. KGaA - 宇宙航空部門がある
- NSB Niederelbe Schiffahrtsgesellschaft — ドイツ最大の水運会社の一つ
- Pioneer - 種苗業
- Synthopol Chemie - 合成樹脂販売業
- ユニリーバ - シャワージェル、ローション（商標名: Axe、Dove、Lux、Rexona）のヨーロッパ最大の生産拠点
- Vin & Sprit - 酒類製造販売。特にアクアビットの瓶詰めが行われている。
- Interpane - 絶縁ガラス、安全ガラスなどの特殊ガラス販売

歴史が古い会社としては、Birkel社の製麺工場がある。

### 病院
1885年10月からヴェーデンホーフ/モールトーア通りの貧窮院に20床の病室と小さな治療室を持つ小病院があった。1920年代末、バーンホーフ通りに新しい病院の建設が始まり、1929年にオープンした。その後、増築によりベッド数は25床から75床に増えた。しかし急速な人口増加により57床の緊急病床が必要とされ、これに応じてボル通りに56床の救急病院が造られた。1953年にブレンベルクに新しい病院を建設する決定がなされた。3年の工期を経て病院は1962年に完成した。建物がほとんど完成した2月にはすでに1962年の高潮の際に使われた。バーンホーフ通りの古い建物は2006年6月までブクステフーデ市当局の庁舎として利用されていた。2006年9月の第1週末にこの建物は最終的に解体され、市行政庁舎の用地に充てられた。1980年代末から病院の増改築が行われ、内科、外科、産婦人科、集中治療施設がある麻酔科の他に、新たに建設された分館に眼科と皮膚科が設けられた。この病院は現在250床を有している。90年代の末に徹底的な改装がなされ、民間のブクステフーデ＝シュターデ病院連盟（エルベ病院シュターデ＝ブクステフーデ）に組み込まれた。この病院はハンブルク南部周辺地区の多くの病院を包含するエルベ＝ハイデ病院連盟に加盟している。

### 教育
- 基礎課程学校 6校
- 本課程学校 2校
- 実科学校 2校
- ギムナジウム 2校（ギムナジウム・ブクステフーデ・スゥド、ハーレパーゲン・シューレ）
- 自由ヴァルドルフ学園ブクステフーデ校
- 21大学
- 2つのコースがある市民大学
- 画家と乗り物塗装工のマイスター教育課程がある絵画学校
- ブクステフーデ職業教育学校
- カレ・ゲルロフ・シューレ

## 人物

### 出身者
- フェルディナント・カンニング・スコット・シラー（1864年 - 1937年）哲学者
- シュテファン・シュトゥーダー（1964年 - ）サッカー選手
- ミヒャエル・シュトレ（1974年 - ）棒高跳び選手
- ニルス・ヴィンター（1977年 - ）走り幅跳び選手

### ゆかりの人物
- ヴィルヘルム・バイクルベック（1905年 - 1963年）内科医
- ペーター・ホーフシュテッター（1913年 - 1994年）社会心理学者、ブクステフーデで亡くなった。
- シュテファニー・メルベック（1977年 - ）女子ハンドボール選手

## 引用
1. ↑  Landesamt für Statistik Niedersachsen, LSN-Online Regionaldatenbank, Tabelle A100001G: Fortschreibung des Bevölkerungsstandes, Stand 31. Dezember 2023
2. ↑  Max Mangold, ed (2005). Duden, Aussprachewörterbuch (6 ed.). Dudenverl. p. 225. ISBN 978-3-411-04066-7
3. ↑  Vorläufiges Ergebnis der Direktwahl EW14 in Niedersachsen Bürgermeister/Bürgermeisterin in Buxtehude, Stadt - Schlüssel: 359010（PDF p.128, 2015年5月29日 閲覧）
4. ↑  http://www.abendblatt.de/daten/2008/01/15/837188.html